# Sanabria
Sanabria (hiszp. Lago de Sanabria) – jezioro w Kastylii i Leónie w Hiszpanii. Zbiornik ten jest największym jeziorem polodowcowym na Półwyspie Iberyjskim.
Jezioro Sanabria położone jest 8 km na północny zachód od miasta Puebla de Sanabria w prowincji Zamora.
Główną rzeką zasilającą jest Tera, przy czym jezioro jest jakby rozszerzeniem tej rzeki. Lustro wody leży na wysokości 1000 m n.p.m. W zachodniej części jeziora znajduje się wysepka o powierzchni 700 m².
Powierzchnia jeziora wynosi 3,47 km², jego maksymalna głębokość to 51 m, średnia głębokość 27,7 m, maksymalna długość to 3160 m, a szerokość 1530 m, natomiast linia brzegowa ma długość 9518 m.
Jezioro leży w granicach obszaru chronionego Parque Natural del Lago de Sanabria.